# اتوبوس سرگردان (فیلم)
اتوبوس سرگردان (انگلیسی: The Wayward Bus) فیلمی است که در سال ۱۹۵۷ منتشر شد. از بازیگران آن می‌توان به جین منسفیلد، جوآن کالینز، دن دیلی و ریک جیسون اشاره کرد.